# Riviere (banda)
Riviere es una banda peruana de Indie rock, Indie pop, Fusión latinoamericana, Pop rock originaria de Lima, Perú, formada en 2013 y compuesta por Gabriel Arévalo, Luis Ernesto Guevara y David Martin.

## Integrantes
- Gabriel Arévalo (Voz, Guitarra, Composición)
- Luis Ernesto Guevara Neto (Bajo, coros)
- David Martin (Batería)

## Historia
El proyecto Riviere empieza por iniciativa de Gabriel durante sus estudios en la carrera de música de la Universidad Peruana de Ciencias Aplicadas, junto a Alonson Bentín inician la preproducción de algunos temas. Fue a finales del 2012 cuando por voluntad de Roni Ferreya junto con Daniel Valderrama, empiezan a ensayar aquellas canciones. Viendo la necesidad de teclados, encuentran en la misma casa de estudios a Jean Marco Cerna. En el 2013 trabajan con Salim Vera de la banda Libido y Luis Benzaquen, conocido guitarrista y productor nacional, sacando a la luz su primer trabajo: Riviere, homónimo a la banda. Durante este proceso, Daniel se retira del grupo y entra Luis Guevara, apodado Neto, proveniente de la ciudad norteña de Chiclayo, vivía en Lima por estudios. El 13 de agosto de 2013 lanzan su primer videoclip Común Extraño. Esto les llevó a presentarse por distintos espacios de la ciudad capital. En el verano 2014 se presentaron en el Festival Acustirock realizado en el Estadio de la Universidad Nacional Mayor de San_Marcos. En junio del 2014 lanzan el clip de Coma  y en diciembre el de Milagros. En el 2015 participaron en varias ediciones del Lima Indie Festival. En el verano del 2016 lanzaron Respira en Spotify y Youtube. Roni deja la banda a mediados, Gerardo Lama lo reemplaza un tiempo pero es David Martin, dueño del estudio de grabación La guarida records, quien toma la batería definitivamente. En abril de 2017 lanzan Disco eterno, un homenaje al séptimo disco, Sueño Stereo, de Soda Stereo que fue gestionado y promocionado por la revista argentina Mute Magazine. En ese mismo abril participaron y sonaron en Radio BBVA en Radio Oxígeno, proyecto que promovía nueva música peruana sin espacio en el espectro radial nacional. Todo esto los llevó a ser invitados a participar en el Primavera Sound en Barcelona (España) a fines de mayo. De regreso en Lima, Jean deja los teclados y la banda. Deciden no buscar un reemplazante, sino utilizar la tecnología y tocar secuenciados. Durante los meses siguientes compartieron escenario con Pelo Madueño, Libido, Wicho García de Mar de Copas y estuvieron en octubre en la primera edición del Cosquín Rock en Perú, renombrado festival musical argentino. A fines de ese año, grabando en La guarida records, lanzan para el verano 2018 un sencillo doble que no tuvo la difusión ni el rebote de los anteriores trabajos. El 20 julio estrenaron Cuidado con lo que buscas, single de su nuevo álbum y trabajo de larga duración, habiendo pasado cinco años desde el anterior.  

### Discografía
- Riviere (2013)

1. Coma
2. Común extraño
3. Enfermo
4. Mr. Smoker
5. Contrario
6. Despierta

- Salir a tomar las calles (2018)

1. Llévame
2. Los Bares de Berlín
3. Cuidado Con Lo Que Buscas
4. El Cazador y la Presa
5. Freaks en la Ciudad
6. Salir a Tomar las Calles
7. No Hables por Nosotros
8. Paciente #333
9. Mi Abril
10. Hacia el Nuevo Mundo
11. Suelo Desaparecer

• LBHDEYE (2023)
1. La Breve Historia de Ella y Él
2. A Veces Te Extraño (Siempre)
3. Batalla Perdida

### Sencillos
- Milagros (2014)
- Respira (2016)
- Disco Eterno - Homenaje a Soda Stereo (2017)
- Llévame / El cazador y la presa (2018)
- Cuidado Con Lo Que Buscas (2018)
- Paciente #333 (2019)
- Batalla Perdida (2020)
- A Veces Te Extraño (Siempre) (2021)